# Richard Gallagher
Richard Gallagher, pseud. Skeets (ur. 28 lipca 1891 w Terre Haute w stanie Indiana, zm. 22 maja 1955 w Santa Monica w Kalifornii) – amerykański aktor teatralny, telewizyjny i filmowy.

## Życiorys

### Wczesne lata
Urodził się w Terre Haute w stanie Indiana w rodzinie rzymskokatolickiej. Uczęszczał do Rose Polytechnic Institute i Indiana University. Najpierw studiował inżynierię lądową, a następnie prawo.

### Kariera
Na początku lat 20. po porzuceniu planów kariery prawniczej, występował w jednoaktówkach w lokalnej grupie teatralnej. Potem grał w wodewilach na Broadwayu. Jego profesjonalny pseudonim „Skeets” był skrótem od „Mosquito”, przezwiska z dzieciństwa.
Swój pierwszy film nakręcił w 1923 roku. Nie pojawiał się przed kamerami na bieżąco, aż podpisał konktrakt z Paramount Pictures w 1927 roku. Występował obok czołowych komików takich jak W.C. Fields (The Potters z 1927 r. jako Red Miller), Jack Oakie (Fast Company z 1929 r. jako Bert Wade) i Joe E. Brown (Polo Joe z 1936 r. w roli Haywooda). Raz na jakiś czas grywał główną rolę. Był Białym Królikiem w ekranizacji powieści Lewisa Carrolla Alicja w Krainie Czarów (Alice in Wonderland, 1933).
Po występie w Troje do sypialni C (Three for Bedroom C, 1952) choroba zmusiła go do przejścia na emeryturę.
Zmarł 22 maja 1955 r. w St. John’s Hospital w Santa Monica w Kalifornii w wieku 63. lat na zawał mięśnia sercowego.

## Życie prywatne
Jego pierwszą żoną była Irene Martin. W 1929 r. ożenił się powtórnie z Pauline Mason, z którą miał syna Richarda Juniora i córkę Pam.

## Filmografia

### filmy fabularne
- 1927: Nowy Jork (New York) jako Buck
- 1928: Banda (The Racket) jako Miller
- 1930: Wyspa zatopionych serc (Let’s Go Native) jako Jerry
- 1930: Jej noc poślubna (Her Wedding Night) jako Bob Talmadge
- 1931: Śliskie perły (The Stolen Jools) jako reporter
- 1931: Kobiety bez przyszłości (Possessed) jako Wallace „Wally” Stuart
- 1932: Rajski ptak (Bird of Paradise) jako Chester
- 1932: Blaski i cienie miłości (Merrily We Go to Hell) jako Buck
- 1933: Alicja w Krainie Czarów (Alice in Wonderland) jako Biały królik
- 1939: Idiot’s Delight jako Donald „Don” Navadel
- 1952: Troje do sypialni C (Three for Bedroom C) jako Steward wagonu restauracyjnego